# Бумтанг

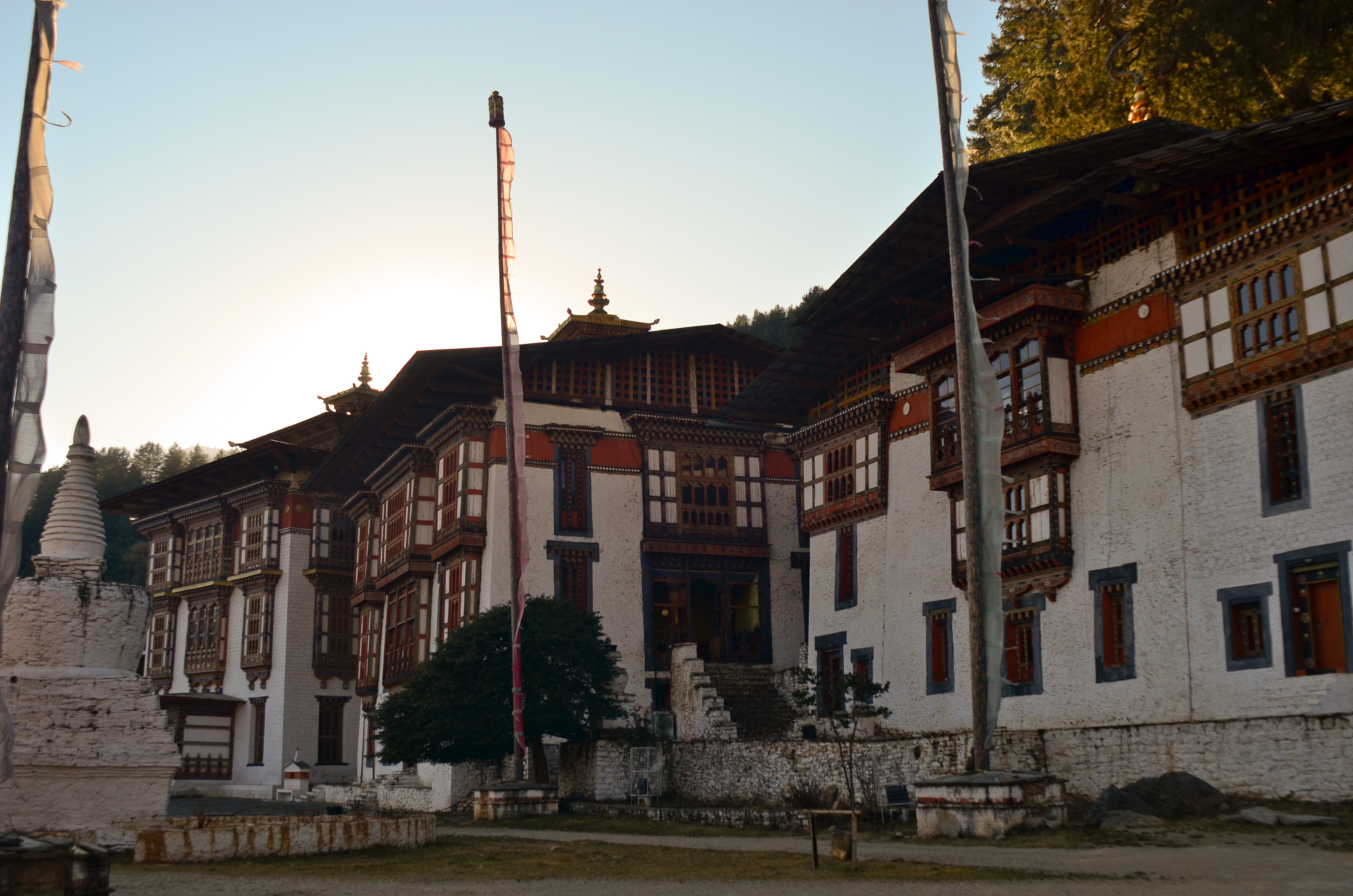
Монастир Курджей-лакханг в Бумтанзі

Бумтанг (дзонґ-ке བུམ་ཐང་རྫོང་ཁག་, Вайлі Bum-thang rzong-khag) — дзонгхаг у Бутані, відноситься до Південного дзонгдею. Адміністративний центр — Джакар.
В Бумтанзі знаходяться знамениті історичні пам'ятники, значимі буддійські монастирі і місця паломництва, а також проводяться великі щорічні фестивалі (цечу).
Частково дзонгхаг розташований на території Національного парку Тхрумшінг.

## Економіка
Природні умови Бумтангу сприятливі для сільського господарства і тваринництва. Бумтанг — центр туризму, що розвивається за рахунок потужної духовної традиції, безлічі монастирів, фестивалів (цечу). В Бумтанзі найвищий у країні рівень освіти, добрий рівень санітарії та гігієни, частина району електрифіковано.
Бумтанг досить віддалений від столиці Бутану. Заплановано будівництво двох невеликих аеропортів для місцевих сполучень в околицях Г'єца і біля монастиря Тангбі-лакханг.

## Визначні пам'ятки

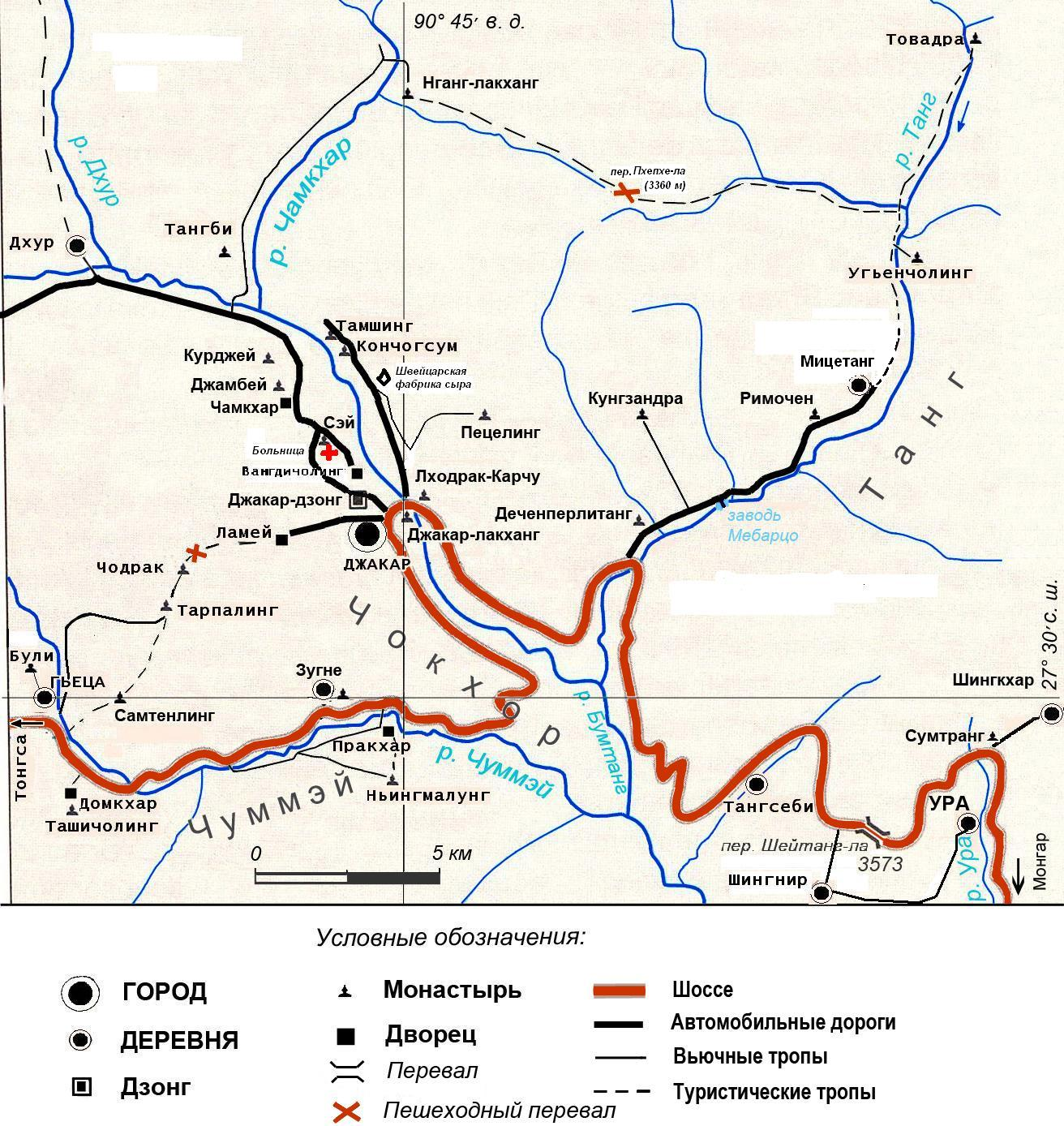
Карта центральної частини Бумтангу

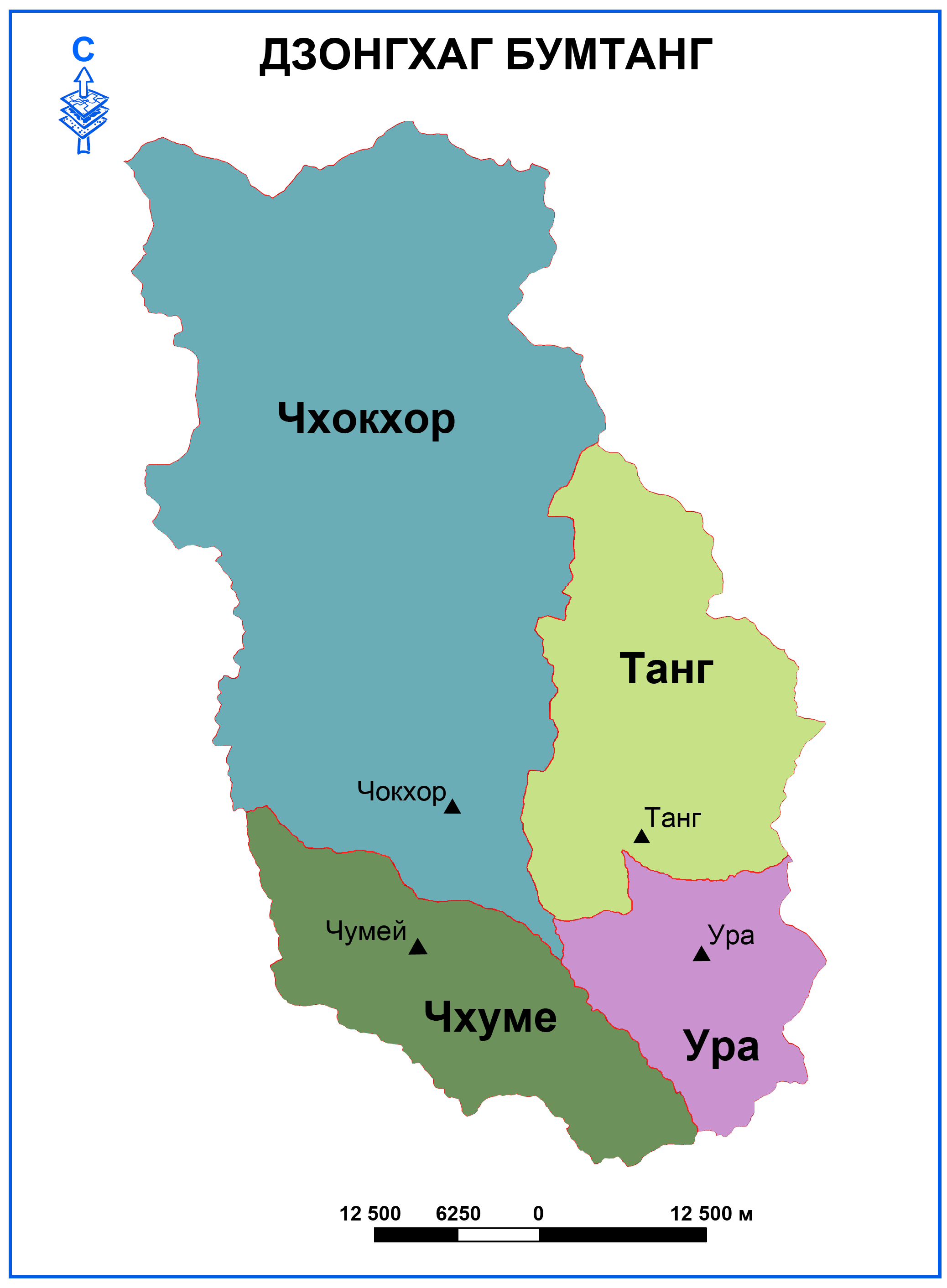
Гевоги дзонгхагу Бумтанг

- Храм Джамбей-лакханг, один з найстаріших храмів Бутану, побудований імператором Тибету Сронцангамбо в VII столітті, одночасно з храмом К'їчу-лакханг в Паро.
- Монастир Курджей-лакханг IX століття, в якому зберігається відбиток тіла Падмасамбхави
- Монастир Джакар-лакханг
- Монастир Тамшінг-лакханг буддійскої школи Ньїнґма, один з найважливіших ньїнґмапійских монастирів Бутану
- Монастир Кончогсум-лакханг школи Ньїнґма, дуже давній, розташований близько Тамшінг-лакханга
- Монастир Тангбі-лакханг, побудований в 1470 році Шамарпою, який перейняв Пема Лінгпа, місце великих святкувань в осінній час.
- Фортеця Джакар-дзонг на околиці міста Джакар.
- У селі Зугне є маленький храм Зугне-лакханг зі статуєю Вайрочани, який, як кажуть, був встановлений великим тибетським імператором Сронцангамбо в VII столітті.
- Палац Вандічходінг.
- Колишній королівський палац Ламей-гомпа, переданий лісовому управлінню.
- Озеро Мебарцо — заводь у гірському струмку, де колись Пема Лінгпа виявив на дні скарби (терми) Падмасамбхави, важливе місце паломництва.
- Монастир Кунгзандра — буддійський монастир в гевогу Танг.

## Адміністративний поділ
До складу дзонгхагу входять 4 гевоги:
- Танг
- Ура
- Чхокхор
- Чхуме